# Gone Away
Gone Away (englisch etwa für „von uns gegangen“) ist ein Lied der US-amerikanischen Punk-Rock-Band The Offspring. Der Song ist die zweite Singleauskopplung ihres vierten Studioalbums Ixnay on the Hombre und wurde am 24. März 1997 veröffentlicht.

## Inhalt
Gerüchten zufolge verarbeitete Sänger Dexter Holland in Gone Away den Tod einer damaligen Freundin, die bei einem Autounfall starb. Er schrieb den Song jedoch innerhalb kürzester Zeit nach einem Zwischenfall in einem Restaurant, das er mit seiner Frau besuchte und das zu dem Zeitpunkt Schauplatz einer Gang-Schießerei wurde. Diese Nahtod-Erfahrung inspirierte ihn über Tod und Verlust nachzudenken und wie es gewesen wäre, wäre seiner Frau etwas zugestoßen. Er singt, wie sehr er sie vermisse und dass sich die Welt kalt anfühle, seitdem sie tot ist. Zudem wünscht er sich, dass er an ihrer Stelle gestorben wäre.

“And it feels, and it feels like

Heaven is so far away

And it feels, yeah, it feels like

The world has grown cold

Now that you’ve gone away”

## Produktion
Der Song wurde von dem US-amerikanischen Musikproduzenten Dave Jerden produziert. Als Autoren fungierten The Offspring.

## Musikvideo
Bei dem zu Gone Away gedrehten Musikvideo führte der britische Regisseur Nigel Dick Regie. Es verzeichnet auf YouTube über 39 Millionen Aufrufe (Stand Januar 2023).
Das Video zeigt die vier Bandmitglieder, die das Lied in einem dunklen, verlassenen Industriegebäude spielen, wobei sich jeder in einem eigenen leeren Raum befindet. Größtenteils ist Dexter Holland zu sehen, der emotional in ein von der Decke hängendes Mikrofon singt. Teilweise ist statt des Mikrofons eine leuchtende Glühbirne zu sehen, die hin und her schwingt.

## Single

### Covergestaltung
Das Singlecover ist im Comicstil gehalten und zeigt ein goldumrahmtes Bild, auf dem ein blauer Engel und ein roter Teufel als Skelette zu sehen sind, die mit fledermausartigen Flügeln durch die Luft fliegen. Über bzw. unter dem Bild befinden sich die schwarzen Schriftzüge The Offspring und Gone Away.

### Titellisten
Single
1. Gone Away (Single Version) – 4:27
2. D.U.I. (Previously Unreleased) – 2:29

Maxi
1. Gone Away (Single Version) – 4:27
2. Cool to Hate – 2:49
3. D.U.I. (Previously Unreleased) – 2:29
4. Hey Joe – 2:37

### Chartplatzierungen
Gone Away stieg am 12. Mai 1997 für eine Woche auf Platz 93 in die deutschen Singlecharts ein. Im Vereinigten Königreich belegte die Single Rang 42 und platzierte sich insgesamt zwei Wochen in den Charts. Die höchste Position erreichte der Song mit Rang 16 in Australien.
| ChartsChartplatzierungen     | Höchstplatzierung | Wochen |
| ---------------------------- | ----------------- | ------ |
| Deutschland (GfK)            | 93 (1 Wo.)        | 1      |
| Vereinigtes Königreich (OCC) | 42 (2 Wo.)        | 2      |

### Auszeichnungen für Musikverkäufe
Gone Away wurde noch im Erscheinungsjahr für mehr als 35.000 Verkäufe in Australien mit einer Goldenen Schallplatte ausgezeichnet.

| Land/Region       | Auszeichnungen für Musikverkäufe (Land/Region, Auszeichnung, Verkäufe) | Verkäufe |
| ----------------- | ---------------------------------------------------------------------- | -------- |
| Australien (ARIA) | Gold                                                                   | 35.000   |
| Insgesamt         | 1× Gold ·                                                              | 35.000   |

Hauptartikel: The Offspring/Auszeichnungen für Musikverkäufe

## Balladenversion
Im April 2021 veröffentlichten The Offspring auf ihrem zehnten Studioalbum Let the Bad Times Roll eine Balladenversion von Gone Away.